# Stolac (Czarnogóra)
Stolac (cyr. Столац) – wieś w Czarnogórze, w gminie Plužine. W 2011 roku liczyła 36 mieszkańców.